# Phật giáo hiện đại

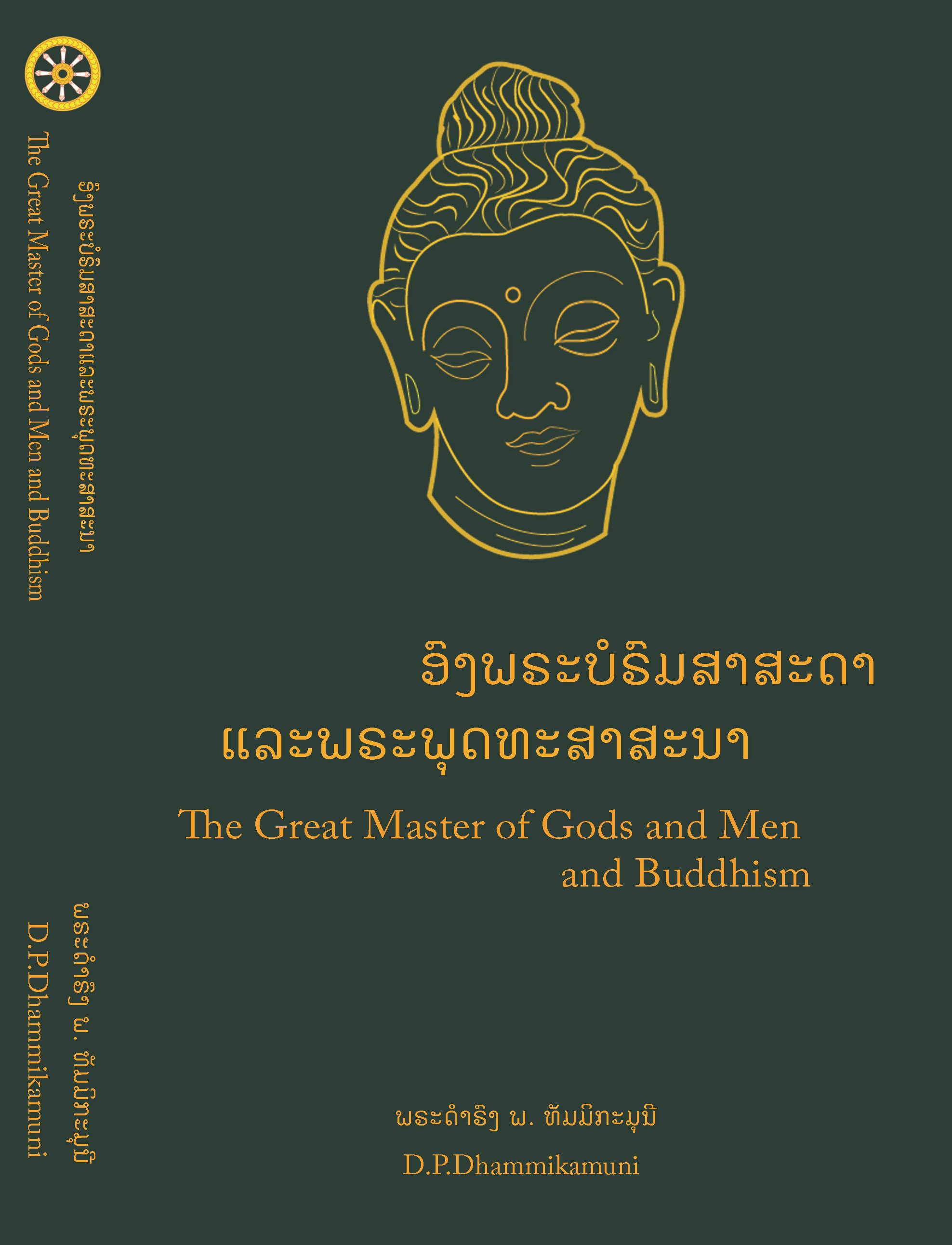
Một ấn phẩm Phật giáo tại Lào, có chú thích bằng tiếng Anh

Phật giáo hiện đại (Buddhist modernism hay Neo-Buddhism) là những phong trào Phật giáo tân thời dựa trên sự diễn giải lại về Phật giáo từ góc nhìn thời hiện đại mà chủ yếu là đứng từ góc nhìn theo văn hóa phương Tây. Tác giả David McMahan tuyên bố rằng trường phái chủ nghĩa hiện đại trong Phật giáo tương tự như những chủ nghĩa hiện đại được ghi nhận trong các tôn giáo khác. Phật giáo hiện đại chịu ảnh hưởng từ các yếu tố khác nhau như sự tham gia của các cộng đồng Phật tử và các giáo lý viên với các nền văn hóa và phương pháp luận mới như "chủ nghĩa độc thần, chủ nghĩa duy lý và chủ nghĩa tự nhiên khoa học; và chủ nghĩa biểu hiện lãng mạn". Ảnh hưởng của thuyết độc thần là sự nội tâm hóa các vị thần Phật giáo để làm cho lý thuyết này được chấp nhận trong xã hội phương Tây hiện đại, trong khi chủ nghĩa tự nhiên khoa học và chủ nghĩa lãng mạn đã ảnh hưởng đến việc nhấn mạnh vào cuộc sống hiện tại, tính thực nghiệm, sự lý trí, khai thác các lợi ích về mặt tâm lý và sức khỏe. Các phong trào Tân Phật giáo khác biệt về mặt học thuyết và phương pháp thực hành so với các truyền thống Phật giáo Theravada, Mahayana và Vajrayana chính thống trong lịch sử. Là sự đồng sáng tạo của các nhà Đông phương học người phương Tây và các Phật tử ở châu Á có tư tưởng cải cách, cấp tiến, tân thời nên chủ nghĩa Phật giáo thời hiện đại chính là sự tái định hình các khái niệm Phật giáo đã gia giảm bớt sự nhấn mạnh vào các học thuyết Phật giáo truyền thống, thế giới quan, vũ trụ học, nghi lễ rườm rà, chủ nghĩa kinh viện, hệ thống phẩm trật trong giới tăng lữ, cũng như những biểu tượng phức tạp và việc thờ cúng linh đình.

## Đại cương
Thuật ngữ Phật giáo hiện đại đã trở nên thịnh hành trong thời kỳ nghiên cứu về các tôn giáo châu Á thời kỳ thuộc địa và hậu thuộc địa, và được tìm thấy trong các nguồn như bài báo năm 1910 của Louis de La Vallée-Poussin. Các ví dụ về phong trào và truyền thống Phật giáo hiện đại bao gồm Phật giáo Nhân văn, Phật giáo thế tục, Phật giáo Dấn thân, Navayana, các tổ chức thế tục mới do Nhật Bản khởi xướng của Phật giáo Nichiren như Soka Gakkai, Liên đoàn Thanh niên Phục hưng Phật giáo của Girō Seno'o, phong trào Dobokai và các hậu duệ như Phật giáo Nhất thể, Sanbo Kyodan và hoạt động truyền giáo của các thiền sư ở Hoa Kỳ, Truyền thống Kadampa Mới và hoạt động truyền giáo của các thiền sư Phật giáo Tây Tạng ở phương Tây (dẫn đầu phong trào Phật giáo ở Pháp đang phát triển nhanh chóng), Phong trào Vipassana, Cộng đồng Phật giáo Triratna, Dharma Drum Mountain. Chủ nghĩa hiện đại Phật giáo xuất hiện vào cuối thế kỷ XIX và đầu thế kỷ XX, là sự kết hợp giữa các nhà Đông phương học phương Tây và những người theo Phật giáo cải cách. Phật giáo hiện đại tiếp thu các yếu tố của triết học phương Tây, hiểu biết sâu sắc về tâm lý cũng như các chủ đề ngày càng được coi là thế tục và phù hợp. Phật giáo hiện đại hạ thấp hoặc phủ nhận các yếu tố nghi lễ, vũ trụ học, các vị thần, biểu tượng Phật giáo, tái sinh, nghiệp chướng, việc tu tập trong tu viện, hệ thống cấp bậc giáo sĩ, trụ trì và các khái niệm Phật giáo khác.
Thay vào đó, Phật giáo hiện đại đã nhấn mạnh vào việc khám phá nội tâm, sự thỏa mãn trong cuộc sống hiện tại và các chủ đề như sự phụ thuộc lẫn nhau của vũ trụ. Một số người ủng hộ chủ nghĩa Phật giáo tân thời tuyên bố rằng những diễn giải mới của họ là giáo lý nguyên bản của Đức Phật và tuyên bố rằng các giáo lý cốt lõi và các thực hành truyền thống được tìm thấy trong Phật giáo Nguyên thủy, Đại thừa và Kim cương thừa là những sự tích lũy bên ngoài được thêm vào và đưa vào sau khi Đức Phật qua đời. Theo McMahan, Phật giáo dưới hình thức được tìm thấy ở phương Tây ngày nay đã chịu ảnh hưởng sâu sắc của chủ nghĩa hiện đại này. Truyền thống Phật giáo hiện đại là sự tái thiết và cải cách với sự nhấn mạnh vào tính hợp lý, thiền định, sự tương thích với khoa học hiện đại về thân và tâm. Trong các bài thuyết trình hiện đại, các thực hành Phật giáo Nguyên thủy, Đại thừa và Kim cương thừa được "phi truyền thống hóa", theo đó chúng thường được trình bày theo cách che khuất cấu trúc lịch sử của chúng. Thay vào đó, các truyền thống Phật giáo hiện đại thường sử dụng một mô tả thiết yếu về truyền thống của họ, trong đó các giáo lý chính được xây dựng lại theo các thuật ngữ phổ quát, và các thực hành hiện đại khác biệt đáng kể so với các cộng đồng Phật giáo châu Á có truyền thống hàng thế kỷ.

## Lịch sử

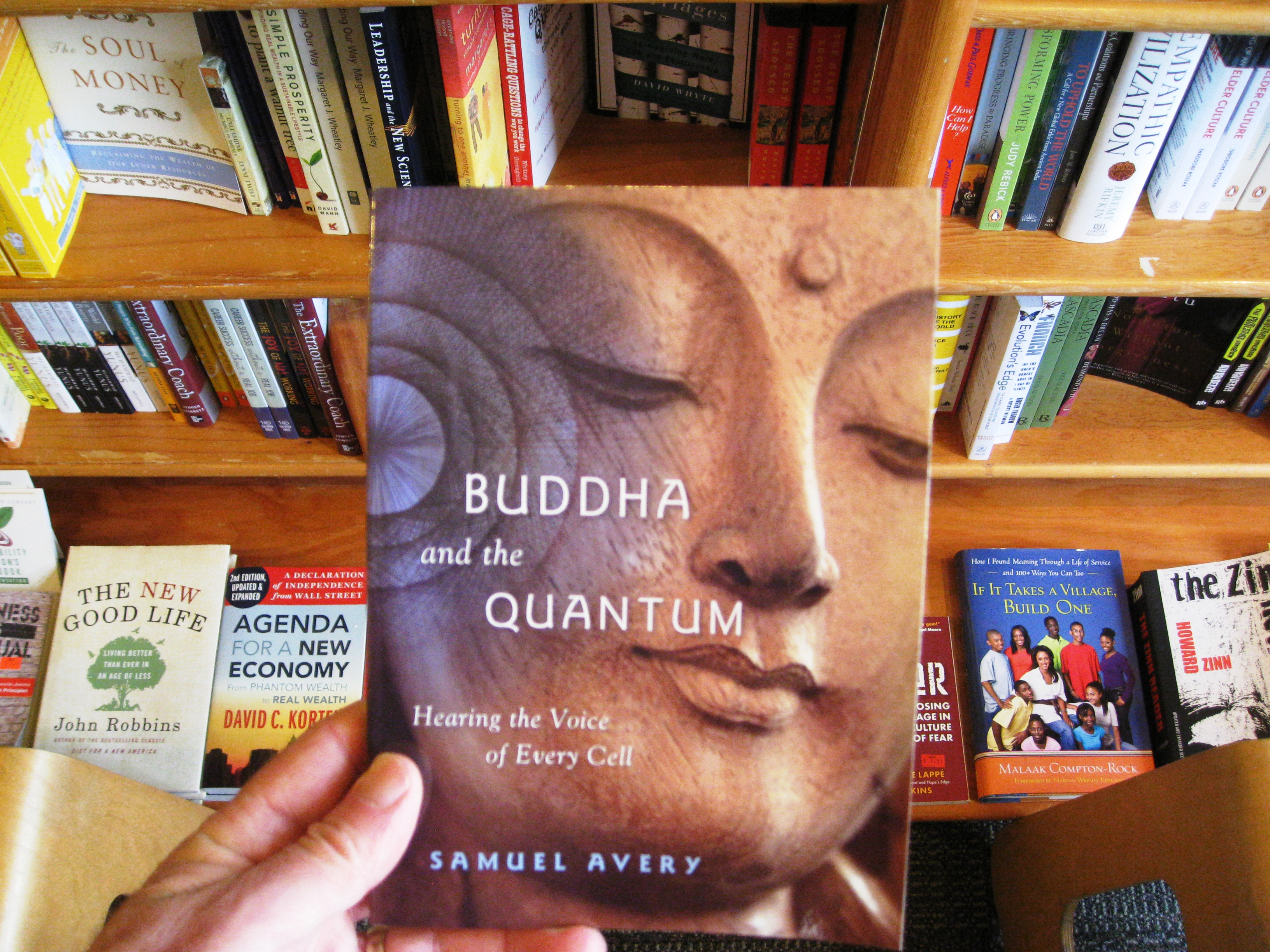
Ấn phẩm về Phật giáo được xuất bản

Ban đầu những nhà sư nhập cư sang Hoa Kỳ không những giảng đạo cho những người gốc Á mà còn truyền bá tôn giáo của mình cho những người phương Tây. Những người Phật tử đầu tiên đến Tây phương không ai khác chính là những người công nhân giá rẻ Trung Hoa trong việc xây dựng đường sắt và mở rộng công nghiệp, họ đã thành lập những ngôi đền, chùa ngay tại nơi họ định cư dọc theo những đường ray tàu hỏa. Cũng vào khoảng thời gian này, những đồn điền và nông trại tại Hawaii và trung tâm California đã bắt đầu xuất hiện những người Nhật nhập cư. Vào năm 1899, họ thành lập Hiệp hội Truyền giáo ngay tại Bắc Mỹ. Sau đó, nó được đổi tên thành Buddhist Churches of America. Vào năm 1893, Soyen Shaku – một trong 4 vị Thiền sư cùng hai người Phật tử tại gia, đã giới thiệu dòng thiền Lâm Tế, Tịnh độ chân tông, Nhật liên tông, cùng khác tông phái khác của Phật giáo, tạo ra những đại biểu ưu tú của Nhật Bản để dự Đại hội Tôn giáo tại Chicago vào năm 1893. Năm 1897, thiền sư D.T. Suzuki đến thăm Hoa Kỳ để cùng làm việc và nghiên cứu với giáo sư triết học Paul Carus. Ông cũng là người quan trọng nhất trong việc truyền bá Thiền tông đến Phương Tây. Những công trình của Suzuki đã góp phần không nhỏ trong việc hình thành nên Chủ nghĩa Phật giáo hiện đại, một dạng thuyết hổ lốn của đạo Phật, giúp hòa quyện giữa bản sắc Phật giáo Á Đông với Thuyết Tiên nghiệm phương Tây .
Trên thực tế, vào những năm đầu khi ngành nghiên cứu Phật học ở Tây phương ra đời đã vấp phải không ít khó khăn mà cụ thể là những bản dịch kinh Phật nghèo nàn về ngôn từ cũng như chiều sâu (do không phải là bản dịch từ cuốn kinh gốc mà được dịch lần lượt qua nhiều ngôn ngữ), nhưng điều này đã sớm được giải quyết khi các học giả phương Tây, đáng nói nhất là Max Müller bắt đầu học ngôn ngữ châu Á và dịch kinh Phật từ những bản gốc. Cũng vào thời gian này, cuốn tiểu thuyết Siddhartha, được dịch ra tiếng Việt là Câu chuyện dòng sông được viết bởi một nhà văn người Đức tên Hermann Hesse xuất bản như một món quà thể hiện niềm tin yêu của ông đối với các tôn giáo phương Đông. Vào những năm 50 của thế kỷ, Jack Kerouac - một nhà văn người Mỹ thuộc trường phái Beat Generation đã trở nên nổi tiếng với tiểu thuyết The Dharma Bums (tạm dịch là "Sự bùng nổ của Chánh pháp") cùng nhiều tác phẩm khác. Một nhà triết học khác tên Alan Watts, cũng đã thành công khi cho xuất bản nhiều tác phẩm về Thiền và Đạo Phật. Vào cuối những năm 60 và đầu những năm 70 của thế khỉ trước, phong trào " nghiệm lại văn hóa những người hippie đã mở ra một cuộc khám phá lại những giá trị của đạo Phật, điều mà họ tin rằng đang hứa hẹn sẽ vạch ra những con đường đi đến hạnh phúc thực tiễn và rốt ráo hơn đạo Thiên Chúa, cũng như một lối thoát cho hiện tượng thoái trào về đức tin tâm linh và cuộc sống bộn bề Phương Tây.
Sau Chiến tranh thế giới thứ hai, tại những nước Tây Phương lại xuất hiện một phong trào Phật giáo mới. Vào năm 1959, một vị thiền sư Nhật Bản tên Shunryu Suzuki, đến San Francisco với tư cách là một giảng sư về đạo Phật cho những có có hứng thú trong lúc Thiền đang trở thành một đề tài nóng bỏng giữa các nhóm người có sự tò mò về triết lý Phương đông tại Hoa Kỳ. Vào năm 1965, Philip Kapleau-vị thiền sư đầu tiên của Hoa Kỳ đến Rochester, New York để tạo dựng nên Trung tâm thiền Rochester với cho phép của sư phụ mình là Haku'un Yasutani. Vào thời gian này, một số người Mỹ đã được gửi đến Nhật Bản để theo học những vị Thiền sư danh tiếng. Đơn cử như Kapleau đã dành ra 13 năm (1952–1965) và hơn 20 kỳ tiếp tâm trước khi được phép trở về nhằm mở trung tâm Thiền riêng. Trong lúc đang còn học tại Nhật Bản, Kapleau đã viết tác phẩm đang còn thai ghén của mình mang tên The Three Pillars of Zen (được dịch sang Tiếng Việt với tựa đề "Ba trụ Thiền"). Cũng trong năm này, những nhà sư đến từ SriLanka đã thành lập Hiệp hội những tu sĩ Phật giáo Washington tại Washington, D.C, Hiệp hội tăng sĩ Nam Tông đầu tiên trên đất Mỹ, khá dễ dàng để tiếp cận đối với nhiều những người Mỹ nói Tiếng Anh song hành với một trong các hoạt động chính là phát triển phái thiền Vipassana. Phật giáo Nam tông chỉ khởi sắc khi những người Hoa Kỳ đầu tiên đến học Thiền Vipassana tại châu Á vào đầu những năm 70 của thế kỷ trước.
Một lý do khác khiến đạo Phật nở rộ ở trời Âu chính là những tác phẩm của Alan Watts, D. T. Suzuki và Philip Kapleau được ủng hộ bởi những nhà hoạt động xã hội và những người có sở thích tìm cầu luồng tư tưởng, văn hóa mới. Ngày nay, số người theo đạo Phật ngày càng tăng ở các nước Tây phương, Mỹ, Phật giáo Australia, New Zealand và vùng phụ cận. Phật giáo trở thành tôn giáo phát triển nhanh nhất ở Australia và một số nước châu Âu.. Tuy nhiên lại có một sự sai biệt đáng kể giữa đạo Phật chính thống và đạo Phật được mang vào bằng những người nhập cư gốc Á, đó có thể là Phật giáo Đại thừa, tính ngưỡng pha tạp, và Phật giáo dành cho những người mới cải đạo, thường thấy ở phái Thiền, Tịnh độ, Vipassana hay Phật giáo Tây Tạng. Thậm chí trong số họ lại không theo một pháp môn riêng biệt nào, mà chấp nhận và thực hành tất cả, một điều hiếm gặp ở Phật giáo của các nước Phương Đông. Người Do Thái xuất hiện và có mặt rất nhiều trong thế giới Phật giáo Hoa Kỳ và người Do Thái là những tín đồ Phật giáo mà có cha mẹ không phải là Phật tử, và vô di sản Phật giáo, với khoảng một phần năm và 30% của tất cả các tín đồ Phật tử ở Mỹ là người Do Thái mặc dù chỉ có 2% người Mỹ là người Do Thái. Tên gọi Jubus, một số lượng người Phật Tử gốc Do Thái ngày càng tăng cao ở Mỹ và người Do Thái đã bắt đầu áp dụng tinh thần thực tiễn của Phật giáo. Những người Phật Tử Do Thái Hoa Kỳ nổi tiếng bao gồm: Robert Downey, Jr. Allen Ginsberg, Goldie Hawn và con gái Kate Hudson, Steven Seagal, Adam Yauch của nhóm nhạc rap The Beastie Boys, và Garry Shandling. Nhà sản xuất phim ảnh Anh em nhà Coen được biết đến là đã chịu ảnh hưởng từ Phật giáo một thời gian ngắn trong quãng đời của mình.

## Phật giáo Tây Tạng
Trong những năm 1970, Phật giáo Tây Tạng lại giành được nhiều sự quan tâm hơn trong công chúng vì dù sao cũng ít nhiều cũng bị tác động do quan niệm huyền bí Shangri-la về đất nước Tây Tạng cũng như giới truyền thông phương Tây lại dồn dập loan tin về hiện trạng Tây Tạng lúc bấy giờ. Cả bốn trường phái của Tây Tạng dần dần trở nên nổi tiếng. Những vị lạt ma Tây Tạng như Karmapa (Rangjung Rigpe Dorje), Chögyam Trungpa Rinpoche, Geshe Wangyal, Geshe Lhundub Sopa, Dezhung Rinpoche, Sermey Khensur Lobsang Tharchin, Tarthang Tulku, Lama Yeshe và Thubten Zopa Rinpoche đều thành lập những trung tâm Phật học tại phương Tây trong những năm 1970. Nhưng có lẽ nhân vật được biết đến nhiều nhất chính là Đạt-lai Lat-ma thứ 14 là Tenzin Gyatso, khi ông có một cuộc viếng thăm đến Hoa Kỳ vào năm 1979 với tư cách là một nhà lãnh đạo lưu vong trên cả phương diện chính trị cũng như tâm linh của Tây Tạng. Cuộc đời thuở thiếu thời của ông được khá nhiều người Phương Tây quan tâm, thậm chí chúng còn dựng nên thành những bộ phim đặc sắc như Kundun hay Seven Years in Tibet (tạm dịch là "Bảy năm ở Tây Tạng") với sự tham gia của ngôi sao Brad Pitt. Không những thế, Đạt-lai Lạt-ma còn là người dẫn dắt các tài tử nổi tiếng khác đến với đạo Phật như Richard Gere và Adam Yauch. Thêm vào đó, trong thời gian cuộc Chiến tranh Triều Tiên và Chiến tranh Việt Nam, nhiều người Mỹ đã đến hai vùng đất này để chứng kiến những thảm họa về chiến tranh đã gây ra cũng như tìm hiểu về tình hình xã hội ở hai quốc gia này lúc bấy giờ. Trong số họ cũng đã có không ít người theo đạo Phật, thậm chí còn có người trở thành những tu sĩ Phật giáo ở cả hai phái Nam Tông và Bắc Tông, sau đó trở về để thành lập những trung tâm Thiền định nổi tiếng tại Mỹ.
Bản dịch bằng tiếng Anh đầu tiên của quyển sách Tibetan Book of the Dead, được dịch sang Tiếng Việt là Tử thư Tây Tạng, ấn hành vào năm 1927 và được tái bản năm 1935 kèm với lời nhận xét của C. G. Jung nhà bác sĩ tâm thần, nhà tâm lý học Thụy Sĩ cũng như là nhà tâm lý học hiện đại đầu tiên cho rằng: "Tinh thần của con người là nền tảng của mọi tôn giáo" đã thu hút nhiều người Phương Tây đến với Phật giáo Tạng truyền. Khác với những pháp môn khác, Phật giáo Tạng truyền khi được đưa đến Phương Tây vẫn giữ nguyên cho mình những tín ngưỡng, học thuyết truyền thống. Họ đã thành lập một Tổ chức có tên gọi là "Tổ chức gìn giữ các giá trị truyền thống Đại thừa" (FPMT) với mong muốn làm cầu nối cho các trung tâm Phật giáo mang tính chất Tạng truyền. Được thành lập vào năm 1975 bởi vị lạt - ma Thubten Yeshe và ngài Thubten Zopa Rinpoche – những người có công không nhỏ trong việc giảng dạy giáo lý Tây Tạng cho những người Phương Tây, tổ chức FPMT đã phát triển mãnh mẽ để hướng đạo cho 142 trung tâm thuyết pháp tại 32 quốc gia. Cũng giống như những tổ chức Phật giáo Tây Tạng khác, FPMT không có những "thành viên" ứng cử trong mỗi kỳ, mà chỉ được lãnh đạo bởi nhóm lạt-ma có uy tín trong suốt một khoảng thời gain dài (trong tiếng Anh gọi là "head lama"). Một tổ chức khác có tên gọi là New Kadampa Tradition được khai sang năm 1991 bởi vị lạt-ma Geshe, Kelsang Gyatso – người đã có ba năm được tập huấn tại Tharpaland, Dumfried. Ngày nay, tổ chức này có hơn 1100 trung tâm tại 40 quốc gia song song với việc duy trì Dự án Tự viện Liên Hiệp quốc (the International Temples Project) với mong muốn xây dựng những Tu viện Phật giáo Kadampa tại khắp các thành phố lớn nhất Thế giới.